# Заславский, Михаил Абрамович
Михаи́л Абра́мович Засла́вский (2 апреля 1921, Смела, Черкасский уезд, Киевская губерния — 21 сентября 1993) — советский таксидермист, сотрудник Зоологического института АН СССР. Известен как разработчик метода скульптурной таксидермии, основатель советской таксидермической школы.

## Биография
Родился в 1921 году в городе Смеле Киевской губернии. Вскоре после этого его семья переехала в Ленинград. В школьные годы обучался препараторскому делу в кружке юных зоологов при Ленинградском зоопарке и работал таксидермистом в Сельскохозяйственном музее и в музее Института им. П. Ф. Лесгафта.
В 1939 году был призван в армию. Участвовал в Великой Отечественной войне, дважды был ранен, награждён тремя орденами и четырьмя медалями. В 1942—1943 годах окончил фельдшерские курсы в эвакуированном в Омск Военно-медицинском училище имени Н. А. Щорса. В отставку вышел в 1946 году в звании лейтенанта медицинской службы.
В 1946 году поступил на работу в Зоологический музей Зоологического института РАН Зоологического института АН СССР в должности художника-таксидермиста. С 1965 года — младший научный сотрудник. В 1972 году возглавил группу экспериментальной таксидермии при Зоологическом музее, с 1973 по 1986 год был заведующим экспозицией. С 1986 года — старший научный сотрудник. Вышел на пенсию в 1989 году.
Награды:
орден Красной Звезды (27.10.1944),
орден Отечественной войны II степени (11.05.1945),
орден Отечественной войны II степени (06.04.1985).
Похоронен на Киновеевском кладбище Санкт-Петербурга.

## Публикации
Автор более 40 публикаций, в том числе монографий:
- Заславский М. А. Новый метод изготовления чучел животных. Скульптурная таксидермия. — М.—Л.: Наука, 1964. — 204 с.
- Заславский М. А. Изготовление чучел птиц, скелетов и музейных препаратов. Таксидермия птиц. — М.—Л.: Наука, 1966. — 251 с.
- Заславский М. А. Изготовление чучел, муляжей и моделей животных. Общая таксидермия. — Л.: Наука, 1968. — 348 с.
- Заславский М. А. Ландшафтные экспозиции музеев мира. — Л.: Наука, 1979. — 212 с.
- Заславский М. А. Экологическая экспозиция в музее. — Л.: Наука, 1986.